# 초소침범죄
초소침범죄는 군부대내에서 보초를 서고 있는 초소를 함부로 침범했을 때 적용되는 죄이다.

## 개요
초소침범죄는 군형법에만 있는 특수한 범죄이다. 군부대를 지키고 있는 군사경찰들이 서서 보초를 맡고 있는 초소를 정식 절차를 밟지 않고 통과했거나 통과하려고 했을 경우, 군형법에 의해 제재를 받는 범죄이다.